# فالديبايسبو
بلدية فالديبايسبو (بالإسبانية: Valdeobispo)‏، هي بلدية تقع في مقاطعة قصرش والتي تقع في منطقة إكستريمادورا، غرب إسبانيا.
يبلغ عدد سكانها 809 نسمة وفقاً لإحصائية سنة (2002).